# Dercetina tricolor
Dercetina tricolor es una especie de insecto coleóptero de la familia Chrysomelidae.
Fue descrita científicamente en 1965 por Chujo.